# Стоколос кострубатий
Стоколос кострубатий, бромус розчепірений, стоколос-висюк, стоколос розчепірений, стоколоса патлата (Bromus squarrosus) — вид рослин родини тонконогові (Poaceae), поширений у Європі, західній і центральній Азії, Північній Африці.

## Опис
Однорічна або дворічна трав'яниста рослина 25–40 см. Стебла прямостійні або висхідні. Листові піхви запушені; листові пластинки плоскі, до 15 см × 2–5 мм, запушені; лігули ≈1 мм. Нижня квіткова луска самого нижнього квітки в колоску ромбічна, з широким плівчастим краєм, (5)6–8 мм шириною; її довжина тільки на 1/4–1/5 перевищує ширину; ості при плодах відігнуті, у нижніх квітках коротше, а у верхніх — довше самої луски. Волоть нещільна, (5)20 × 4–6 см, зазвичай малоколоскова, з нерозгалуженими гілочками. 2n = 14.

## Поширення
Поширений у Європі, західній і центральній Азії, Північній Африці; інтродукований у Канаді, США.
В Україні вид зростає в степах, на кам'янистих відслоненнях, пісках, в сухих борах і суборах, як бур'ян на луках, узліссях, біля доріг, по узбіччях полів, в посівах — у Лісостепу, Степу та гірському Криму часто; в Поліссі дуже рідко; в Карпатах відомо 1 місце знаходження (Яремчанський район Івано-Франківської області). Бур'ян.

## Галерея

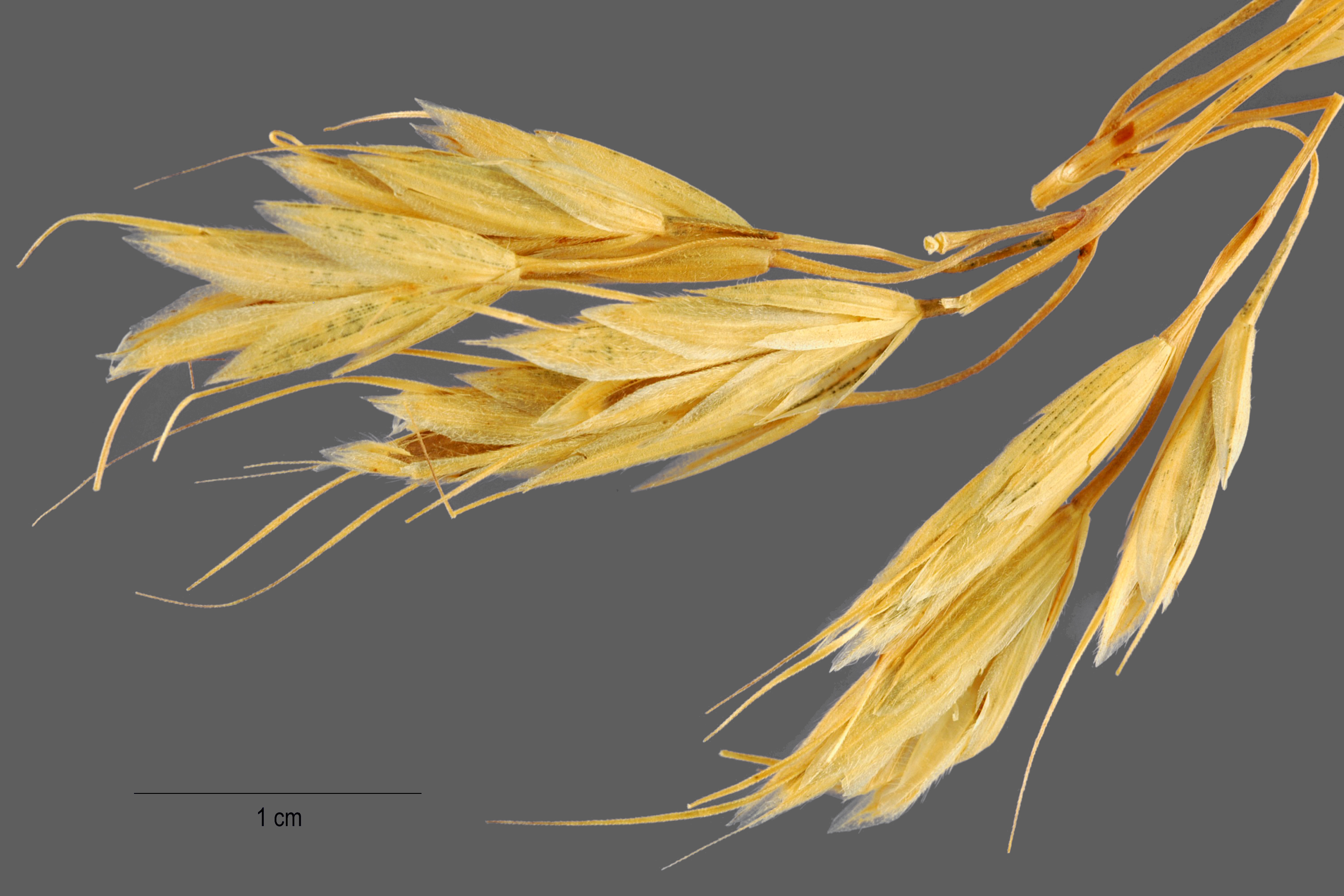
суцвіття
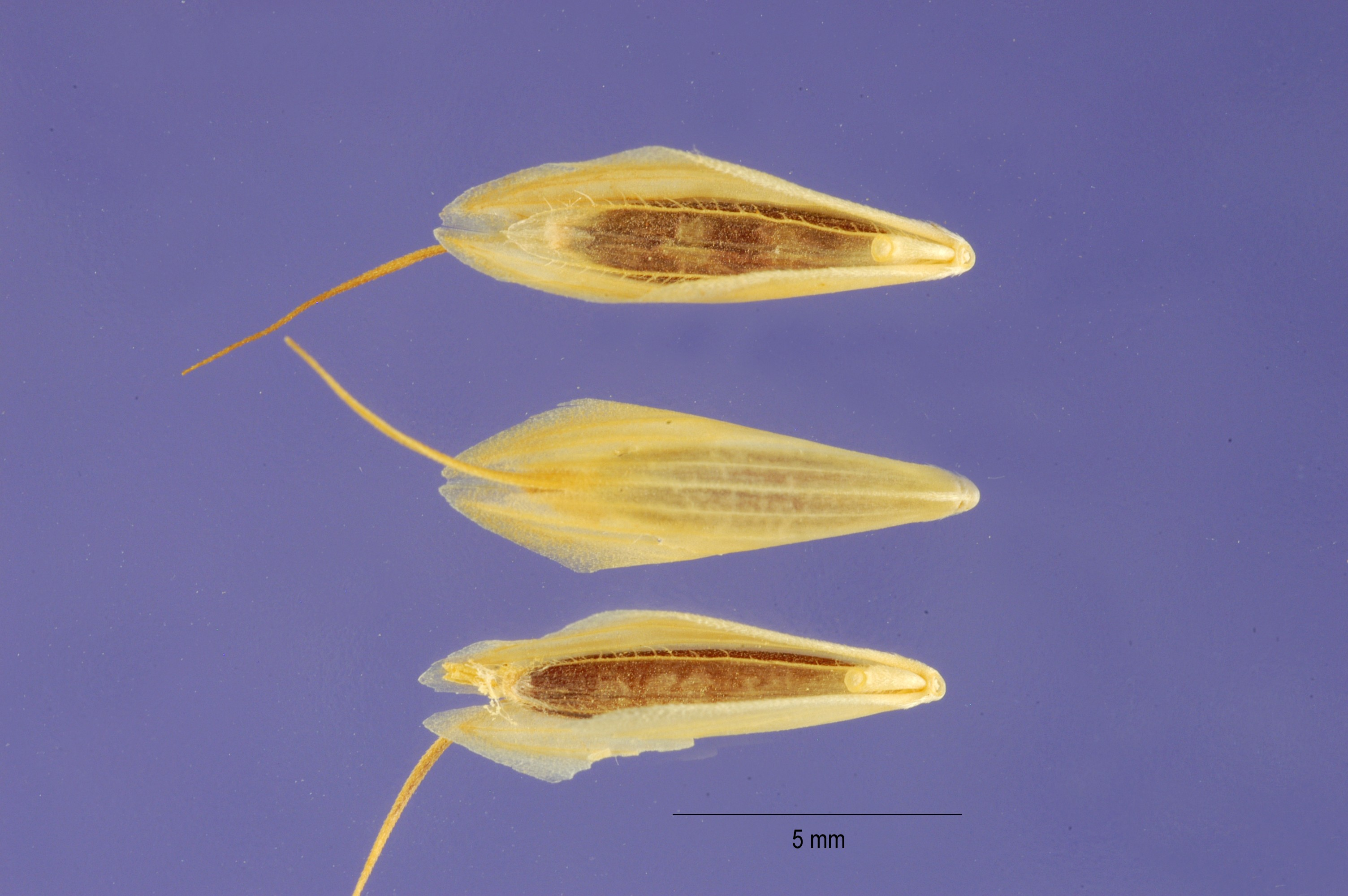
плоди
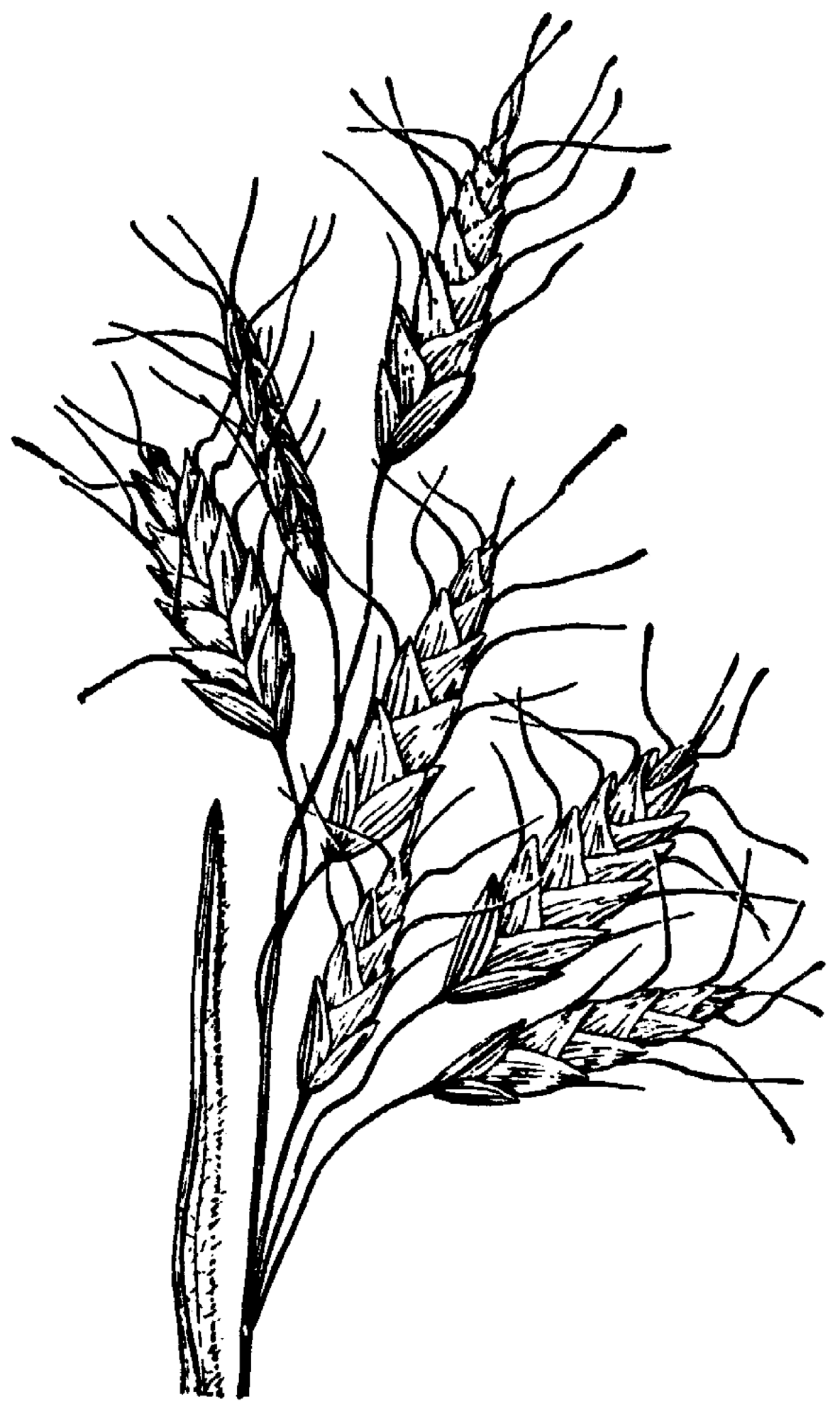
ілюстрація